# Cantone di Lisieux-2
Il Cantone di Lisieux-2 era una divisione amministrativa dell'Arrondissement di Lisieux.
A seguito della riforma approvata con decreto del 17 febbraio 2014, che ha avuto attuazione dopo le elezioni dipartimentali del 2015, è stato soppresso.

## Composizione
Comprendeva parte della città di Lisieux e il comune di Saint-Martin-de-la-Lieue.